# Jácint (növénynemzetség)
A jácint (Hyacinthus) a spárgavirágúak (Asparagales) rendjébe tartozó spárgafélék (Asparagaceae) családjának növénynemzetsége.  Neve görög eredetű: a monda szerint az Apollo isten által legyőzött Hüakinthosz spártai király földre hullott véréből nőttek ki az első virágok. Hagymás, lágyszárú növények tartoznak ide. Korábban a liliomfélék (Liliaceae) családjába sorolták, majd az APG III-rendszer által már nem ismert jácintfélék típusnemzetségének tekintették. Közeli rokonai a vadjácint (Bellevalia) és a törpejácint (Hyacinthella).
A jácintok a Mediterráneum keleti területeitől Iránig és Türkmenisztánig őshonosak. Egyes kultúrákban az újjászületést szimbolizálják.
A perzsa újévi ünnepségen (a Nowruzon, amit a tavaszi nap-éj egyenlőség idején tartanak) is jácinttal díszítik a haft szin asztalát. (A haft szin asztalra hagyományosan hét (perzsául haft) olyan dolgot tesznek, amelynek a kezdőbetűje a perzsa ábécé 15. betűje (szin); s habár a jácint nem tartozik ezen hét dolog közé, de díszként gyakran előfordul rajta, ráadásul perzsa neve (szonbol) ugyancsak a szin betűvel kezdődik.)
Dísznövényként használatos változatos alakjai egyetlen fajból, a kerti jácintból (Hyacinthus orientalis) származnak. Ez a 18. században annyira népszerű volt, hogy több mint 2000 fajtáját termesztették Hollandiában.
Mindössze három faj tartozik a nemzetségbe. Ezek:
- Hyacinthus litwinowii
- Hyacinthus orientalis – közönséges, vagy kerti jácint (régi nevén jószagú hiacinth[3])
- Hyacinthus transcaspicus

Egyes botanikusok a H. litwonowii és H. transcaspicus fajokat a közeli rokon törpejácint Hyacinthella nemzetségbe sorolják, így náluk a Hyacinthus egyfajú.

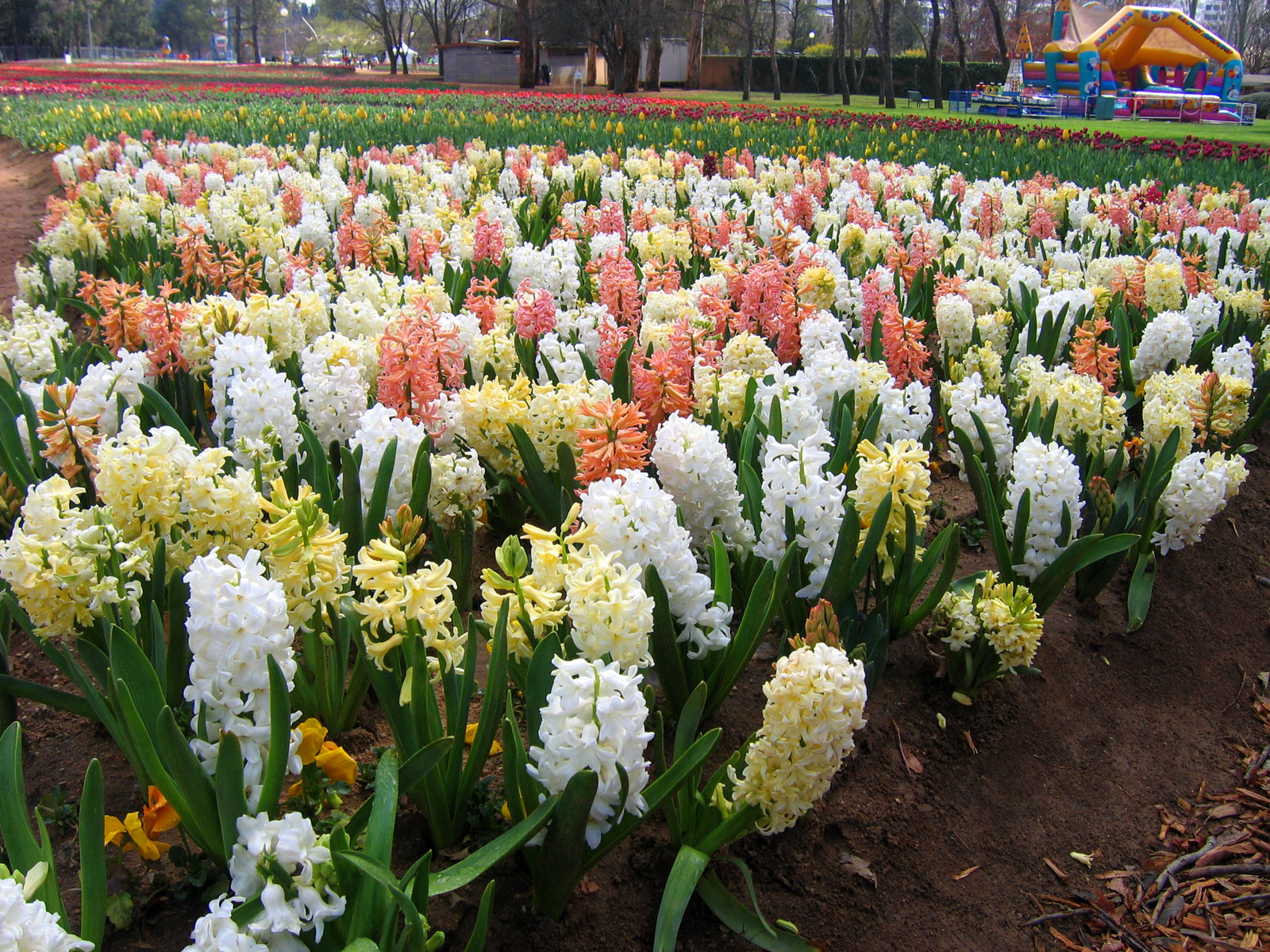
Jácintok a canberrai Floriadében
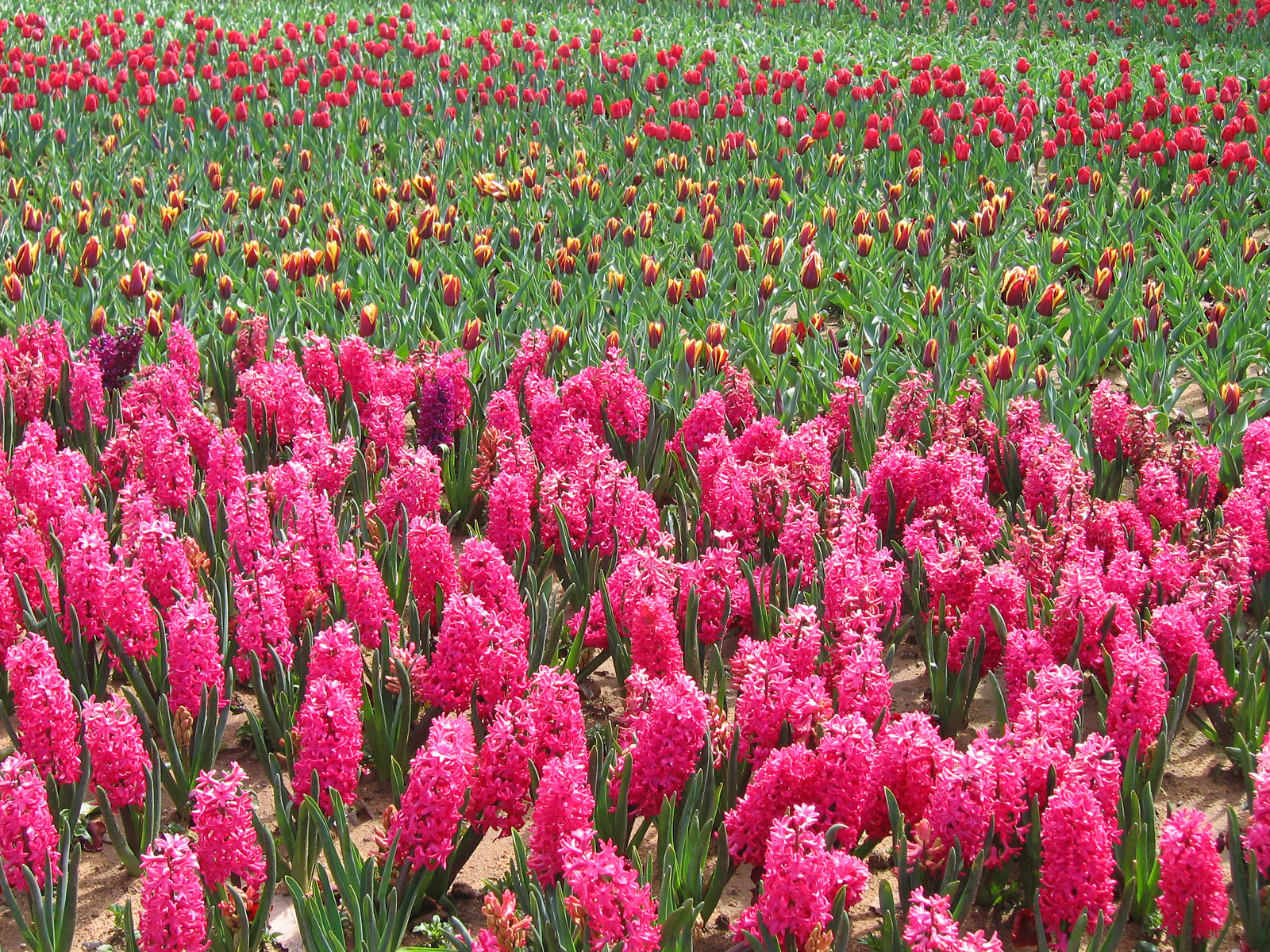
Jácintok a canberrai Floriadében
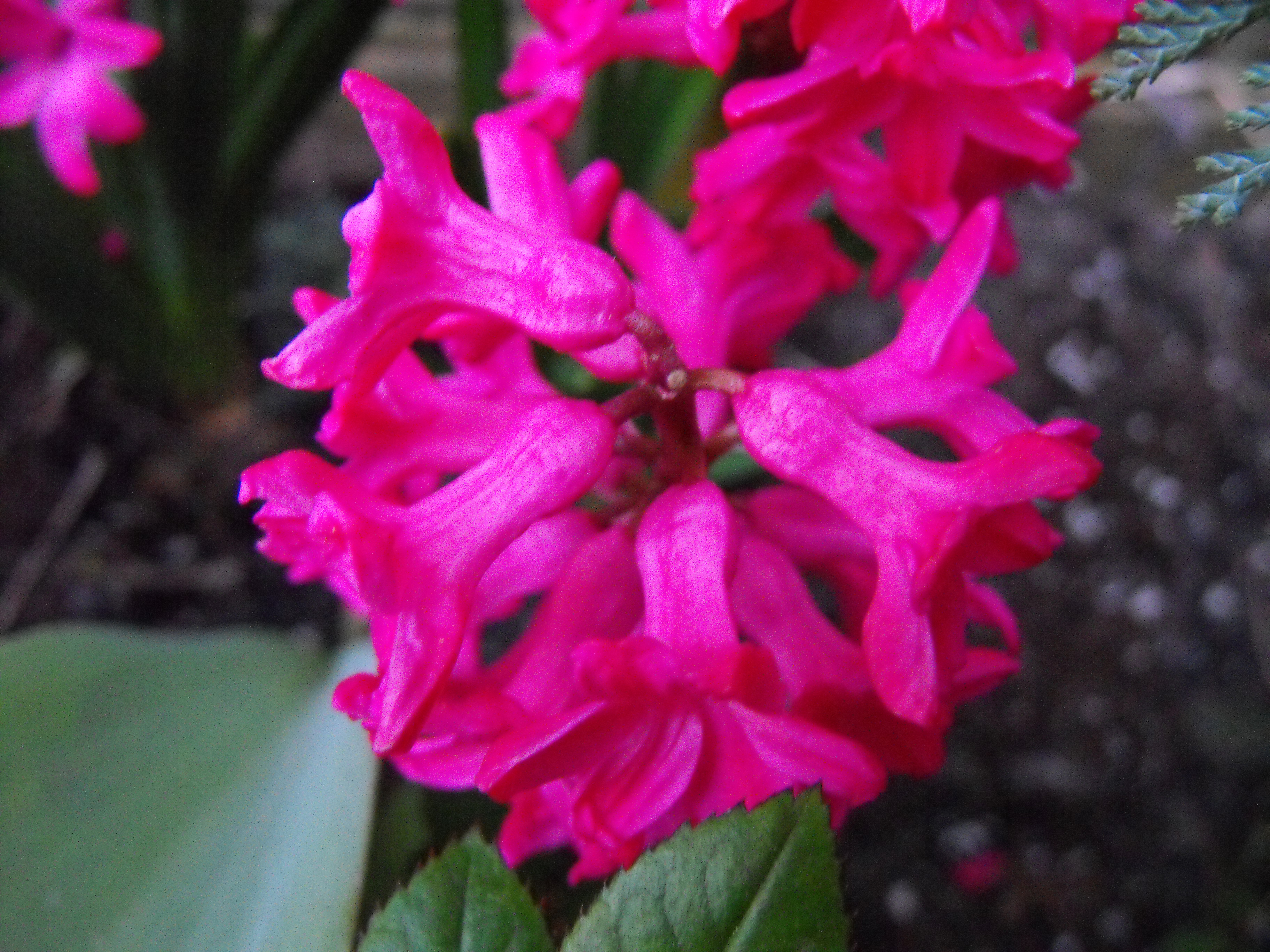
Jácint

## Fordítás
- Ez a szócikk részben vagy egészben a Hyacinth (flower) című angol Wikipédia-szócikk ezen változatának fordításán alapul.  Az eredeti cikk szerkesztőit annak laptörténete sorolja fel. Ez a jelzés csupán a megfogalmazás eredetét és a szerzői jogokat jelzi, nem szolgál a cikkben szereplő információk forrásmegjelöléseként.